# Trilogy (Emerson, Lake & Palmer-album)
A Trilogy az Emerson, Lake & Palmer harmadik stúdióalbuma. 1972-ben jelent meg.

## Az album dalai

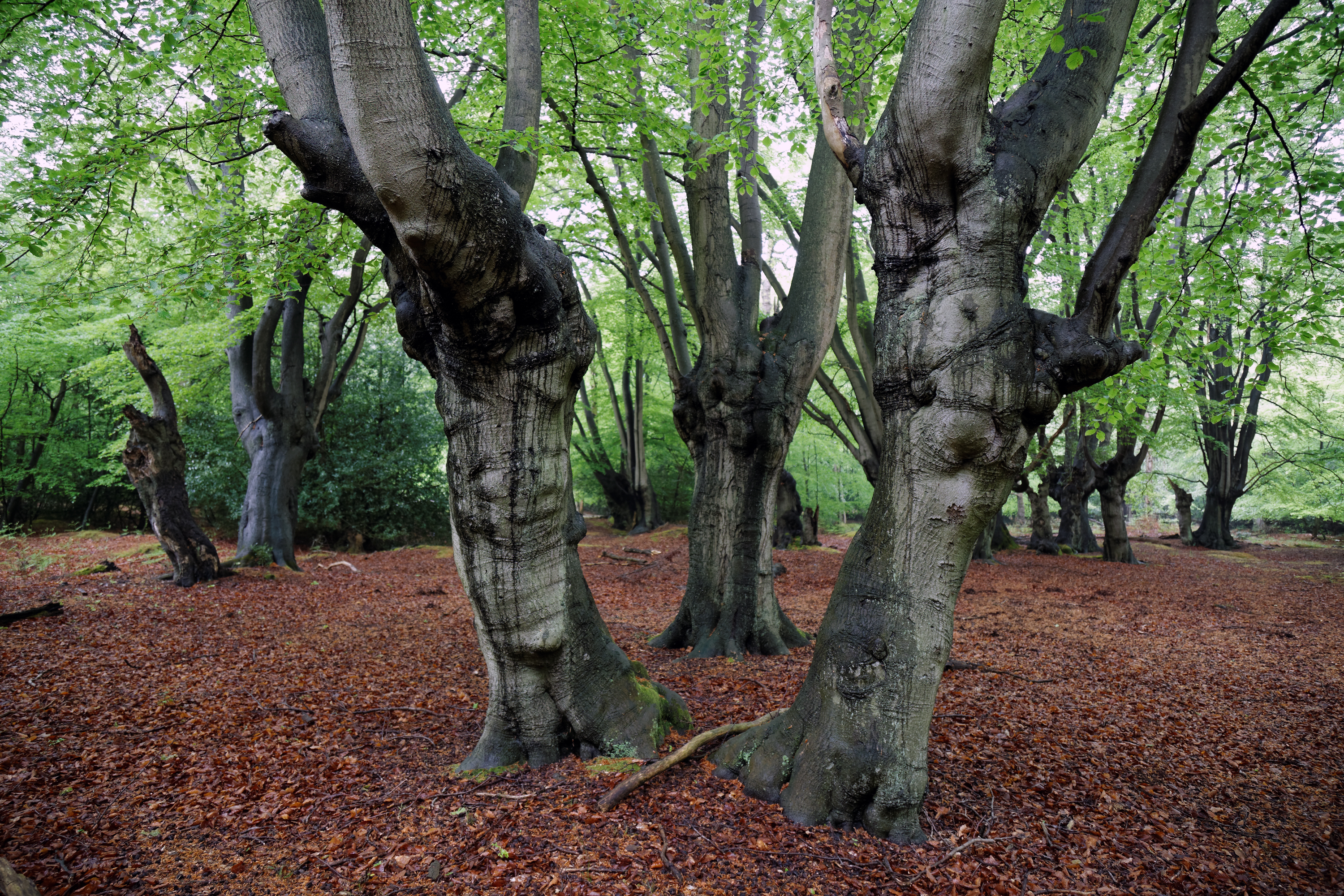
Az a hely az Epping Forestben, ahol az eredeti album borítójának belsejéről készültek a fotók

1. The Endless Enigma Part One (Keith Emerson – Greg Lake) – 6:37
2. Fugue (Keith Emerson) – 1:57
3. The Endless Enigma Part Two (Keith Emerson – Greg Lake) – 2:00
4. From the Beginning (Greg Lake) – 4:14
5. The Sheriff (Keith Emerson – Greg Lake) – 3:22
6. Hoedown (Taken from Rodeo) (Aaron Copland) – 3:48
7. Trilogy (Keith Emerson – Greg Lake) – 8:54
8. Living Sin (Keith Emerson – Greg Lake – Carl Palmer) – 3:11
9. Abaddon’s Bolero (Keith Emerson) – 8:13